# 高坊主
高坊主（たかぼうず）は、主に四国や近畿地方に伝わる妖怪。

## 概要
香川県木田郡、徳島県の他、大阪南御堂、奈良県生駒郡、和歌山県にも現れたといわれる。
路上に現われて人を脅かす妖怪。徳島の俗信では、麦の穂が出た時期、夕方遅くまで遊んでいると高坊主に化かされるといわれる。香川では途方もなく背の高い坊主で、四辻に現れるという。香川の長尾町（現・さぬき市）の駒足峠では、両側の山をまたいだ姿で笑いながら現れ、これに遭遇した人が思い切って刀で斬りつけると、それ以来出没しなくなったという話もある。
徳島県三好郡の『三好郡志』には、見下ろせば小さくなるものとあり、似た特徴を持つ乗越入道、入道坊主と同様に見越し入道に類するものとの解釈もある。見越し入道と同様、見上げれば見上げるほど背が高くなるが、高いところから見下ろしたり、驚かずに気持ちを落ち着けて見下ろせば背が低くなるともいう。徳島で見越し入道に類するものに、似た名前の高入道があるが、『三好郡志』では、高坊主のことを徳島の山城谷村（現・三好市）では高入道と呼ぶとされている。
一般に人を脅かすだけで直接的な危害は加えないものとされるが、見上げた人の喉笛に噛みつく、香川の寒川町（現・さぬき市）では出遭った人が後に必ず病気になるという言い伝えもある。
和歌山県では、山から村へ来て、夕方遅くまで遊んでいる子供をさらうという。大阪では、南御堂に月夜の晩に限って現れるという。

## 正体
高坊主の正体は主にタヌキが化けたものとされる。徳島市新浜本町には高坊主狸という化け狸がいたといわれ、現在では高坊主大明神の名で祀られている。
奈良でもタヌキが化けるといい、橿原市ではタヌキが真っ黒な高坊主に化けたという。奈良の生駒郡でも、五左衛門狸というタヌキが腹を膨らませ、目も鼻も口もない身長2メートルの高坊主に化けたが、ある猛者がそれを見ても驚かなかったので、これでもかとばかりにどんどん腹を膨らませた挙句、しまいには破裂してしまったという話があり、同じく奈良の郡山町（現・大和郡山市）でもカドヘ狸というタヌキが高坊主に化けたという。
江戸時代の怪談集『古今百物語評判』によれば京都の大宮四条坊門付近に現れたとあり、臆病者が遭遇しやすく、必ず後ろから現れることから、臆病者が自分の影の長く伸びた様子を見誤ったものと解説されている。